# Charles Feodor Welsch
Charles Feodor Welsch, auch Karl Theodor Welsch, Geburtsname Karl Friedrich Christian Welsch (* 18. Februar 1828 in Wesel; † 6. Mai 1904 in Dresden), war ein deutscher Landschaftsmaler und Illustrator.

## Leben
Die erste künstlerische Ausbildung erhielt Welsch – ebenso wie sein jüngerer Bruder Julius Maria Jakob Welsch (1832–1899), der später ein Dekorationsmaler wurde – durch seinen Vater, den Kunstmaler und Restaurator Johann Friedrich Welsch. Im Jahr 1846 studierte er an der Kunstakademie Düsseldorf. Dort besuchte er die Landschafterklasse von Johann Wilhelm Schirmer. Er ging dann nach Brüssel, Den Haag und Paris, wo er bei Félix Ziem und Alexandre Calame studierte. Anschließend ging er für acht Jahre nach Nordamerika und kehrte dann nach Europa zurück, um ab 1866 in Rom zu leben. In dieser Zeit zählte zu seinen Schülern unter anderem John Singer Sargent. Welsch verließ Rom 1879. Er bereiste Ägypten, außerdem hielt er sich längere Zeit in Venedig, Paris, Karlsruhe, Baden-Baden, Frankfurt am Main und Dresden auf. In Dresden starb er im Jahre 1904.

## Werk und Bedeutung

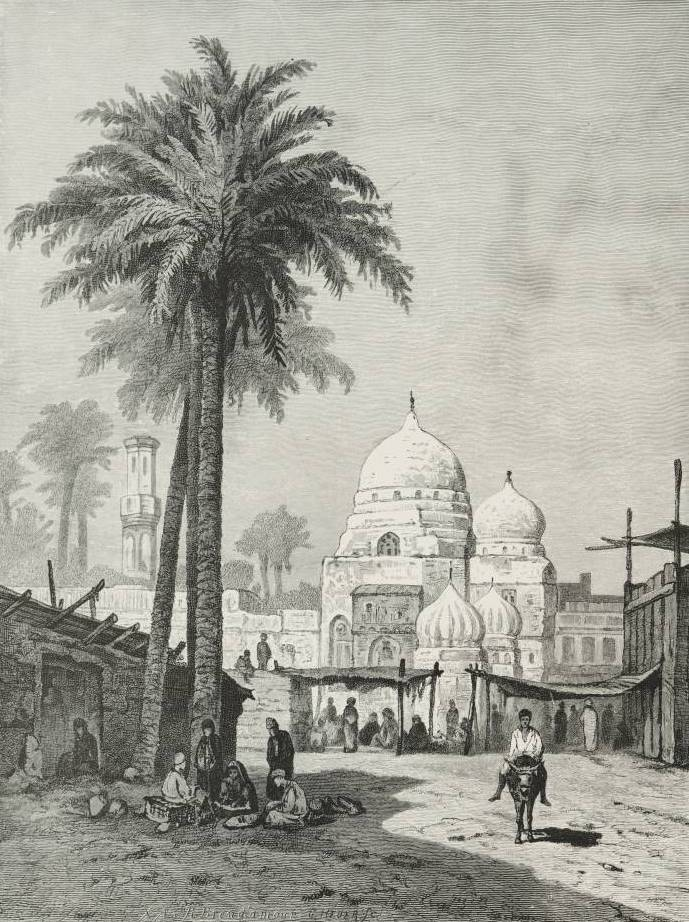
Old Cairo, Buchillustration, 1878

Welsch illustrierte unter anderem Bücher, darunter zwei Luxusbände über Ägypten von Georg Ebers und eine Prachtausgabe der Werke Goethes für die Deutsche Verlags-Anstalt in Stuttgart. In den Jahren 1871 und 1873 stellte er an der Royal Academy of Arts aus. Teils signierte er seine Werke mit F.C. Welsch.
Seine kunstgeschichtliche Bedeutung leitet sich vor allem daraus ab, dass er zwischen (vermutlich) 1869 bis 1871 den zu Beginn dreizehnjährigen John Singer Sargent unterrichtete. Sargents Eltern lebten als US-amerikanische Emigranten in Kontinentaleuropa. Ihr bescheidenes Einkommen und ihr unstetes Leben, bei dem sie ihren Wohnort alle paar Monate wechselten, führte dazu, dass Sargent und seine Schwestern wenig formellen Schulunterricht erhielten. Ab 1869 hielten sie sich für mehrere Jahre während des Winterhalbjahrs in Rom auf, wo Sargent dann zum Schüler von Welsch wurde. Sargents Biograf Stanley Olson hält allerdings fest, dass Welsch der Alptraum eines Biografens sei, weil wenig über sein Leben dokumentiert ist und der Zusammenhang zwischen Welsch und Sargent zum Teil auf Familienüberlieferung und zwar vor allem durch John Singer Sargents jüngerer Schwester Emily beruht. Es ist auch möglich, dass Welsch Sargent erst während eines Aufenthalts der Familie in Florenz unterrichtete. Sargents Vater, FitzWilliam Sargent, spricht in seinen Briefen nur von einem Germanico-American Artist of reputation – einem Deutsch-amerikanischen Künstler von Bedeutung. John Sargent Singer hat später festgehalten, dass sein Unterricht vorwiegend daraus bestanden habe, dass Welsch sein Studio zur Verfügung stellte. Viel Zeit habe er damit verbracht, für Welsch Bier und Wein aus den nahegelegenen Läden zu holen. Lediglich in den Morgenstunden hätte er Aquarelle seines Meisters getreulich nachgezeichnet. Gesichert ist allerdings, dass Welsch und Sargent im Sommer 1871 eine gemeinsame Wandertour durch Tirol unternahmen.

## Einzelbelege
1. ↑  Rudolf Theilmann: Die Schülerlisten der Landschafterklassen von Schirmer bis Dücker. In: Wend von Kalnein: Die Düsseldorfer Malerschule. Verlag Philipp von Zabern, Mainz 1979, ISBN 3-8053-0409-9, S. 145.
2. ↑  Vgl. Nr. 15632, Eintrag Welsch, Carl im Findbuch 212.01.04 Schülerlisten der Kunstakademie Düsseldorf (Memento des Originals vom 11. April 2018 im Internet Archive)  Info: Der Archivlink wurde automatisch eingesetzt und noch nicht geprüft. Bitte prüfe Original- und Archivlink gemäß Anleitung und entferne dann diesen Hinweis., Webseite im Portal archive.nrw.de (Landesarchiv Nordrhein-Westfalen)
3. 1 2  Stanley Olson: John Singer Sargent – His Portrait. MacMillan, London 1986, ISBN 0-333-29167-0. S. 22.
4. ↑  Friedrich Noack: Da Deutschtum in Rom seit dem Ausgang des Mittelalters. Deutsche Verlags-Anstalt, Stuttgart 1927, Band 2, S. 635
5. ↑  Welsch, F. C. In: Algernon Graves: The Royal Academy of Arts. A complete dictionary of contributors and their work from its foundation in 1769 to 1904. Henry Graves, London, Band 8, 1906, S. 211 (Textarchiv – Internet Archive).
6. ↑  Stanley Olson: John Singer Sargent – His Portrait. MacMillan, London 1986, ISBN 0-333-29167-0. S. 21.

| Personendaten    | Personendaten                                                        |
| ---------------- | -------------------------------------------------------------------- |
| NAME             | Welsch, Charles Feodor                                               |
| ALTERNATIVNAMEN  | Welsch, Karl Friedrich Christian (Geburtsname); Welsch, Karl Theodor |
| KURZBESCHREIBUNG | deutscher Landschaftsmaler                                           |
| GEBURTSDATUM     | 18. Februar 1828                                                     |
| GEBURTSORT       | Wesel                                                                |
| STERBEDATUM      | 6. Mai 1904                                                          |
| STERBEORT        | Dresden                                                              |